# Канада на летних Олимпийских играх 1960
Канада принимала участие в Летних Олимпийских играх 1960 года в Риме (Италия) в тринадцатый раз за свою историю, и завоевала одну серебряную медали. Сборную страны представляли 11 женщин.

## 02!Серебро
- Гребля, мужчины:

Дональд Арнольд
Уолтер д’Ондт
Нельсон Кун
Джон Леки
Дэвид Андерсон
Арчибальд Маккиннон
Уильям Маккерлич
Глен Мервин
Соэн Билн

## Результаты соревнований

### Академическая гребля
В следующий раунд из каждого заезда проходили несколько лучших экипажей (в зависимости от дисциплины). В финал A выходили 6 сильнейших экипажей.
Мужчины
| Соревнование | Спортсмены             | Предварительный заезд | Предварительный заезд | Предварительный заезд | Отборочный заезд | Отборочный заезд | Отборочный заезд | Полуфинал             | Полуфинал             | Полуфинал             | Финал                 | Финал                 |
| Соревнование | Спортсмены             | Заезд                 | Время                 | Место                 | Заезд            | Время            | Место            | Заезд                 | Время                 | Место                 | Время                 | Место                 |
| ------------ | ---------------------- | --------------------- | --------------------- | --------------------- | ---------------- | ---------------- | ---------------- | --------------------- | --------------------- | --------------------- | --------------------- | --------------------- |
| двойки       | Лорн Лумер Кит Дональд | 1                     | 7:43,82               | 5                     | 4                | 7:42,51          | 3                | завершили выступление | завершили выступление | завершили выступление | завершили выступление | завершили выступление |